# شیخ گل
شیخ گل، روستایی از توابع بخش شاهیوند شهرستان چگنی در استان لرستان ایران است.

## جمعیت
این روستا در دهستان کشکان قرار دارد و براساس سرشماری مرکز آمار ایران در سال ۱۳۸۵، جمعیت آن ۱۲۹ نفر (۲۷خانوار) بوده‌است.